# Перес Годой, Рикардо
Рика́рдо Пе́рес Годо́й (исп. Ricardo Pérez Godoy; 9 июня 1905 — 26 июля 1982, Лима) — перуанский военный и политический деятель. В 1962 году возглавил государственный переворот и стал президентом Перу.

## Выборы 1962 года
На президентских выборах 1962 года основными кандидатами были Виктор Рауль Айя де ла Торре, Фернандо Белаунде и бывший диктатор Мануэль Одриа. Айя де ла Торре набрал больше голосов, чем остальные кандидаты, получив на 1 % голосов больше, чем Белаунде, но он не смог набрать необходимой по закону трети голосов, чтобы возглавить страну. Решение о том, кто станет президентом, в соответствии с Конституцией теперь должен был принять Конгресс. Айя де ла Торре вступил в союз с Мануэлем Одриа для того, чтобы последний стал президентом, но этому не суждено было сбыться.

## Военный переворот 1962 года
За десять дней до окончания шестилетнего президентского срока Мануэля Прадо, 18 июля 1962 года в 3:20 утра один из тридцати танков, участвовавших в операции, обстрелял кованые задние ворота президентского дворца и въехал на территорию резиденции президента. Президент Прадо и Угартече был отстранён от должности и вынужден был покинуть Перу, а к власти пришёл председатель комитета начальников штабов Рикардо Перес Годой.
В стране была образована военная хунта с Рикардо Пересом во главе, в неё также вошли командующий армией Перу генерал Николас Линдлей, вице-адмирал Хуан Франсиско Торрес Матос, командующий ВВС Перу генерал Педро Варгас Прада.
Военный переворот был осуждён во всём мире, реакция многих стран была резко отрицательной, чего военная хунта не ожидала. Девять латиноамериканских стран разорвали дипломатические отношения с Перу. США также разорвали дипломатические отношения с Перу, но возобновили их через несколько месяцев.
Обещая «Новое Перу», Перес Годой провёл новый бюджет, увеличенный на 24 %, и установил новые налоги, чтобы его обеспечить. Один из таких налогов, по которому с каждой тонны выловленного анчоуса в казну нужно было уплатить один доллар, вызвал ряд протестов и забастовок, которые чуть было не привели к развалу процветающей рыбной промышленности в Перу.
После переворота Рикардо Перес обещал провести в стране свободные выборы, и по оценкам историков, на них победил бы лидер АПРА Виктор Рауль Айя де ла Торре, однако в начале 1963 года Перес продемонстрировал, что не собирается проводить выборы и стремится остаться у власти.
Отказавшись выделить деньги на строительство нового госпиталя для ВВС и для приобретения шести новых кораблей для ВМС, Рикардо Перес Годой настроил против себя своих же товарищей по оружию Педро Варгаса Прада и Франсиско Торреса Матоса.

## Свержение
Зная, что против него готовится переворот, Рикардо Перес искал поддержки у региональных чиновников и командующих вооружёнными силами для подготовки новых выборов, но не нашёл у них понимания.
Генерал-майор ВВС Педро Варгас Прада и вице-адмирал Франсиско Торрес Матос выдвинули ультиматум президенту Рикардо Пересу: либо он добровольно уйдёт в отставку, либо его сместят насильственным путём. Рикардо Перес отказался уйти в отставку.
Рикардо Перес Годой был свергнут генералом Николасом Линдлеем, который занял президентский пост 3 марта, после чего провёл демократические выборы и передал власть победившему на них Фернандо Белаунде.
Умер Рикардо Перес Годой в Лиме 26 июля 1982 года в возрасте 77 лет.